# Осцилляции Фриделя

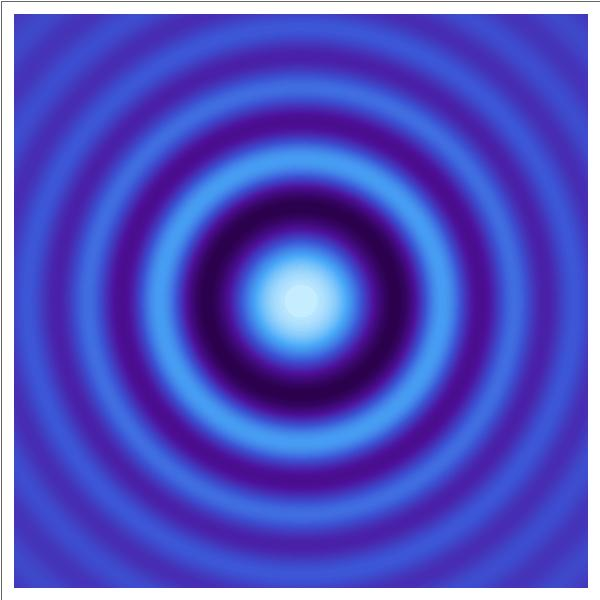
Фриделевские осцилляции в двумерном электронном газе.

Осцилляции Фриделя — периодическое распределение электронной плотности, возникающее при экранировании электрического заряда дефекта в металле или вырожденном полупроводнике. Это квантовый эффект, обусловленный интерференцией электронных волн зарядов, рассеивающихся на дефекте. Двумерные фриделевские осцилляции поверхностных состояний металла могут наблюдаться с помощью сканирующего туннельного микроскопа. Осцилляции плотности заряда вокруг дефекта названы в честь теоретически предсказавшего их в 1952 году французского физика Жака Фриделя.

## Физическая природа явления
Осцилляции плотности заряда вокруг дефекта возникают вследствие локализованных возмущений в металлической или полупроводниковой системе, вызванных дефектом (граница, примесный атом, адсорбированный атом на поверхности и др.), рассеивающим частицы ферми-газа или ферми-жидкости.

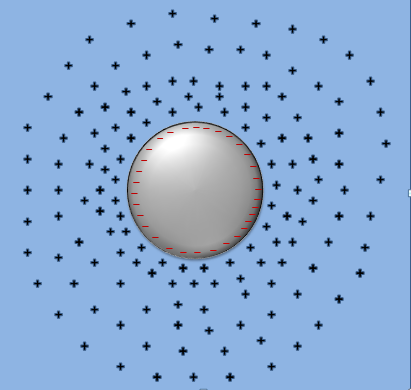
Рис. 1. Экранирование отрицательно заряженной частицы в «бассейне» положительных ионов.

В классическом сценарии экранирования электрического заряда отдельной заряженной частицы, помещённой в квазинейтральную среду, которая содержит положительные и отрицательные заряды (см. Рис. 1) (например, плазма, электролит или полупроводник), при удалении от частицы электрическое поле экспоненциально уменьшается (на расстоянии дебаевского радиуса экранирования). Это явление описывается уравнением Пуассона — Больцмана.
Осцилляции Фриделя являются квантовомеханическим аналогом экранирования электрического заряда заряженных частиц в «бассейне» ионов и требуют квантового описания рассеяния электронных волн на потенциале дефекта. Существование резкой границы длин электронных волн, определяемой энергией Ферми, приводит к возникновению эффектов квантовой интерференции, в результате чего вокруг рассеивающего центра возникает гало заряда. Такие осцилляции, получившие название осцилляций Фриделя, отражают характерное экспоненциальное затухание фермионной плотности {\displaystyle \delta n(\mathbf {r} )} вблизи возмущения, за которым следует затухание вида {\displaystyle 1/r^{d}} с пространственными осцилляциями, имеющими период {\displaystyle \Delta r=\pi /k_{F}} (r — расстояние от дефекта, {\displaystyle d} — размерность системы, {\displaystyle k_{F}} — волновой вектор Ферми).
Фриделевские осцилляции влияют на время релаксации электронов проводимости при рассеянии на дефектах, которое в свою очередь определяет величину кинетических коэффициентов (проводимость, теплопроводность и другие) металлов и их температурную зависимость. Осцилляции Фриделя могут быть также источником взаимных взаимодействий между примесными атомами за счёт того, что энергия связи одного такого атома в твёрдом теле зависит от электронной плотности в точке, в которой он находится, и эта величина колеблется вокруг другого примесного атома. В случае, когда осцилляции Фриделя формируются спинами одной ориентации, они могут составить основу спиновых фильтров, которые являются важными элементами приложений электронных устройств размером в несколько нанометров.

## Рассеяние на дефекте
Электроны в металле или вырожденном полупроводнике являются фермионами и подчиняются статистике Ферми — Дирака. Каждое k-состояние (k — волновой вектор) может быть занято только двумя электронами с противоположным спином. Занятые состояния заполняют сферу в зонной структуре k-пространства до фиксированного энергетического уровня — энергии Ферми {\displaystyle \varepsilon _{F}\,.} В модели свободных электронов радиус шара в k-пространстве равен волновому вектору Ферми, {\displaystyle k_{F}={\sqrt {2m^{*}\varepsilon _{F}}}/\hbar }, где {\displaystyle m^{*}} — эффективная масса, {\displaystyle \hbar } — приведённая постоянная Планка.
Если в металле или полупроводнике находится чужеродный атом (дефект), электроны проводимости, свободно двигающиеся в проводнике, рассеиваются потенциалом дефекта. Поскольку электронный газ является ферми-газом, только электроны с энергиями, близкими к уровню Ферми, могут участвовать в процессе рассеяния, так как должны существовать пустые конечные состояния с близкой энергией, в которые могли бы перейти электроны после рассеяния. Состояния вокруг уровня Ферми занимают ограниченный диапазон k — значений или длин волн. Поэтому только электроны в ограниченном диапазоне длин волн вблизи энергии Ферми рассеиваются, что приводит к модуляции плотности заряда {\displaystyle n(\mathbf {r} )} вокруг дефекта. Для сферически симметричного потенциала примеси, имеющей положительный заряд, в трёхмерном металле избыточная плотность заряда осциллирует как функция расстояния от дефекта {\displaystyle |{\boldsymbol {r}}|}:
{\displaystyle {\begin{aligned}\delta n(\mathbf {r} )=&-{\frac {1}{4{{\pi }^{2}}{{r}^{3}}\epsilon (2{{k}_{F}})}}\sum \limits _{l}{{{(-1)}^{l}}\left(2l+1\right)}\times \\&{\delta }_{l}({{k}_{F}})\cos \left(2{{k}_{F}}r+{{\delta }_{l}}\right),\\\end{aligned}}}
где {\displaystyle l} — орбитальное квантовое число, {\displaystyle \delta _{l}} — фаза рассеяния парциальной компоненты волновой функции электрона, {\displaystyle \epsilon (2{{k}_{F}})} — диэлектрическая проницаемость металла с волновым вектором, равным удвоенному волновому вектору Ферми. Избыточное количество электронов вокруг примесного иона определяется правилом сумм Фриделя:
{\displaystyle \Delta N={\frac {2}{\pi }}\sum \limits _{l}{\left(2l+1\right)}{\delta }_{l}({k}_{F}).}
Правило сумм следует из электронейтральности системы, поскольку этот дополнительный заряд (по сравнению с зарядом ионов решётки) примеси должен компенсироваться избыточными зарядами свободных электронов. 
Для произвольной размерности электронной системы, {\displaystyle d=1,2,3}, добавка к плотности заряда на больших расстояниях от дефекта имеет вид:
{\displaystyle \delta n(\mathbf {r} )\sim {\frac {\cos(2k_{\rm {F}}|\mathbf {r} |+\delta )}{|\mathbf {r} |^{d}}}\,.}
Из формулы для {\displaystyle \delta n(\mathbf {r} )} следует, что вблизи дефекта электроны не просто скучиваются: в некоторых областях избыточная плотность заряда отрицательна, то есть электроны оттуда выталкиваются. Этот факт имеет большое значение для понимания явлений, связанных с взаимодействиями между примесями.

## Визуализация двумерных осцилляций

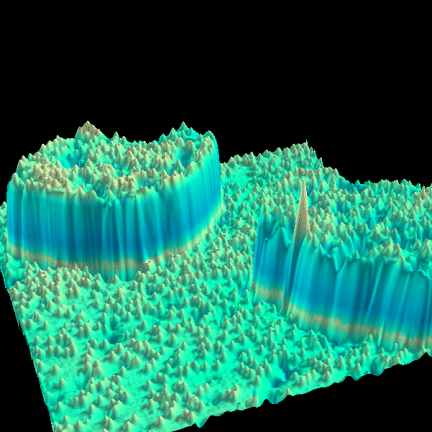
Рис. 2. Изображение сканирующей туннельной микроскопии примесей Cr и ступеней на поверхности Fe (001).

Сканирующая туннельная микроскопия позволяет с атомным разрешением исследовать локальную плотность электронных состояний, {\displaystyle \rho (\mathbf {r} ,\varepsilon )}, вблизи поверхности проводника:
{\displaystyle \rho (\mathbf {r} ,\varepsilon )=\sum \limits _{\mathbf {k} }{\left|{\psi }_{\mathbf {k} }(\mathbf {r} )\right|}^{2}\delta (\varepsilon -{{\varepsilon }_{\mathbf {k} }})\,,}
где {\displaystyle {\psi }_{\mathbf {k} }(\mathbf {r} )} — волновая функция электрона с учётом рассеяния на дефекте, {\displaystyle {{\varepsilon }_{\mathbf {k} }}} — энергия электрона с двумерным волновым вектором {\displaystyle \mathbf {k} \,,} {\displaystyle \delta (x)} — дельта-функция Дирака.
Рассеяние на дефекте приводит к интерференции налетающих на дефект и рассеянных волн и изменению плотности состояний, что отражает рассеивающие свойства дефекта. Типичными дефектами поверхности являются адсорбированные инородные единичные атомы (точечные дефекты) и атомные ступени (линейные дефекты) (Рис. 2). Одним из способов понимания качественных характеристик стоячих волн у ступенчатого края (одномерные фриделевские осцилляции) является приближение, в котором плоский ступенчатый край моделируется непроницаемым барьером для поверхностных электронов. Ступенчатый край создает узел локальной плотности состояний, {\displaystyle \rho \left(0,{{\varepsilon }_{F}}\right)=0\,,} на грани ступени {\displaystyle x=0}, а плотность состояний на расстоянии {\displaystyle x} от ступени описывается уравнением:
{\displaystyle \rho \left(x,{{\varepsilon }_{F}}\right)={\frac {{m}^{*}}{\pi {{\hbar }^{2}}}}\left[1-J_{0}(2{{k}_{F}}x)\right]\,,}
где {\displaystyle {J}_{0}(x)} — функция Бесселя первого рода. Двумерные осцилляции Фриделя наблюдались, например, на СТМ-изображении чистой поверхности меди, на которой были размещены наноостровки кобальта и точечные дефекты.